# 浅川藩
浅川藩（あさかわはん）は、陸奥国（後の磐城国）石川郡（現・福島県石川郡浅川町）あたりを支配した藩。

## 藩史
寛文2年（1662年）11月、石川藩と同じく、白河藩主・本多忠義の三男・本多忠以が1万石を父から分与されたことで成立した藩である。忠以の跡を継いだ弟の本多忠晴が天和元年（1681年）9月、三河国伊保藩へ移封となり、浅川藩は廃藩となった。

## 歴代藩主
本多家
1万石。譜代。
1. 本多忠以
2. 本多忠晴